# Zlatko Mesić
Zlatko Mesić (Zagreb, 13. travnja 1946. – Zagreb, 21. siječnja 2020.), bio je hrvatski nogometaš. Bio je član Dinamove generacije koja je osvojila Kup velesajamskih gradova 1966./67. Poznat kao Dobri duh Dinamove svlačionice.

## Igračka karijera

### Dinamo Zagreb
Zlatko Mesić je rođen 13. travnja 1946. godine u Zagrebu. U rodnome gradu u Dinamu počeo je 1957. godine igrati nogomet, a od 1960. godine u Dinamovoj nogometnoj školi. S Dinamovim juniorima tri puta bio je prvakom. Bio je igrač, član prve momčadi, zagrebačkoga Dinama od 1963. do 1968., te jednu sezonu 1970./71. Za prvu momčad Dinama službeno nastupio je prvi puta 10. lipnja 1964. godine, u Zagrebu, protiv Metalca (7:1). Ukupno je za zagrebački Dinamo odigrao 107 službenih utakmica u razdoblju od 1964. do 1971. godine.

### Toronto Croatia
Igrao je i za Toronto Croatiju.

## Priznanja

### Klupska
Dinamo Zagreb
- Kup maršala Tita (1): 1964./65.
- Kup velesajamskih gradova (1): 1966./67.